# Hradec Králové
Hradec Králové (magyarul Királyvárad vagy Királygréce, németül Königgrätz) város Csehországban. A város a Hradec Králové-i kerület központja, az Elba (Labe) és az Orlice folyók partján fekszik. A városban székel a Hradec Králové-i püspök. Hradec Králové hagyományosan a cseh királynék városa.

## Elhelyezkedés és jellemzők
A város kedvező fekvésének köszönhetően már a régi időkben is lakott volt. 1990-ben a város lakossága túllépte a 100 000 főt (a népszámlálási adatok alapján 101 302 lakosa volt), 2005-ben a lakosság 95 000-re csökkent. A város történelmi magja Csehországban különleges látképet biztosít, melyben három építészeti stílus találkozik. A gótikát a Szentlélek székesegyház képviseli, a reneszánszot a Fehér harangtorony, mely a székesegyház mellett van, a barokk stílust pedig a Mária mennybemenetele vagy Nagyboldogasszony templom. Mindhárom épület a város főterén áll. A Königgrätzi csata (1866) után végre lebontották (az 1789ben katonai éröddé vált) városnak a  falait, ez után modern stílusban épült a város.     
Annak ellenére, hogy a város az Óvárost kivéve viszonylag alföldi jellegű vidéken terül el, közel van hozzá mind az Orlicei-hegység, mind pedig a Cseh Érchegység. A város környékén több vár és kastély található.

## Történelme, érdekességek

### Őskor
Az Elba és Orlice összefolyásánál már az őskorban lakott volt. A város határában Plotiště nad Labem-nél talált lelőhely őskori és római kori betelepülést is mutat. Az Elba árterében talált leletek bizonyítják, hogy ez a terület kereskedelmi jelentőségű volt. Amikor a 10. században a Slavník család szláv várerődöt épített itt, fontos piaccal, a város már Krakkó és Prága közti kereskedelmi csomópont volt.

### A Cseh Királyság kezdetei
A cseh államalapítás 995-re befejeződött a Přemysl-család uralma alatt. Ekkor Hradec Északnyugat-Csehország nagy részének uradalmi központja lett Dvůr Králové nad Labemtől egészen Pardubiceig. A 12. században a hradeci körzet már több járásra oszlott, volt bírósága, négy vára és főesperese.

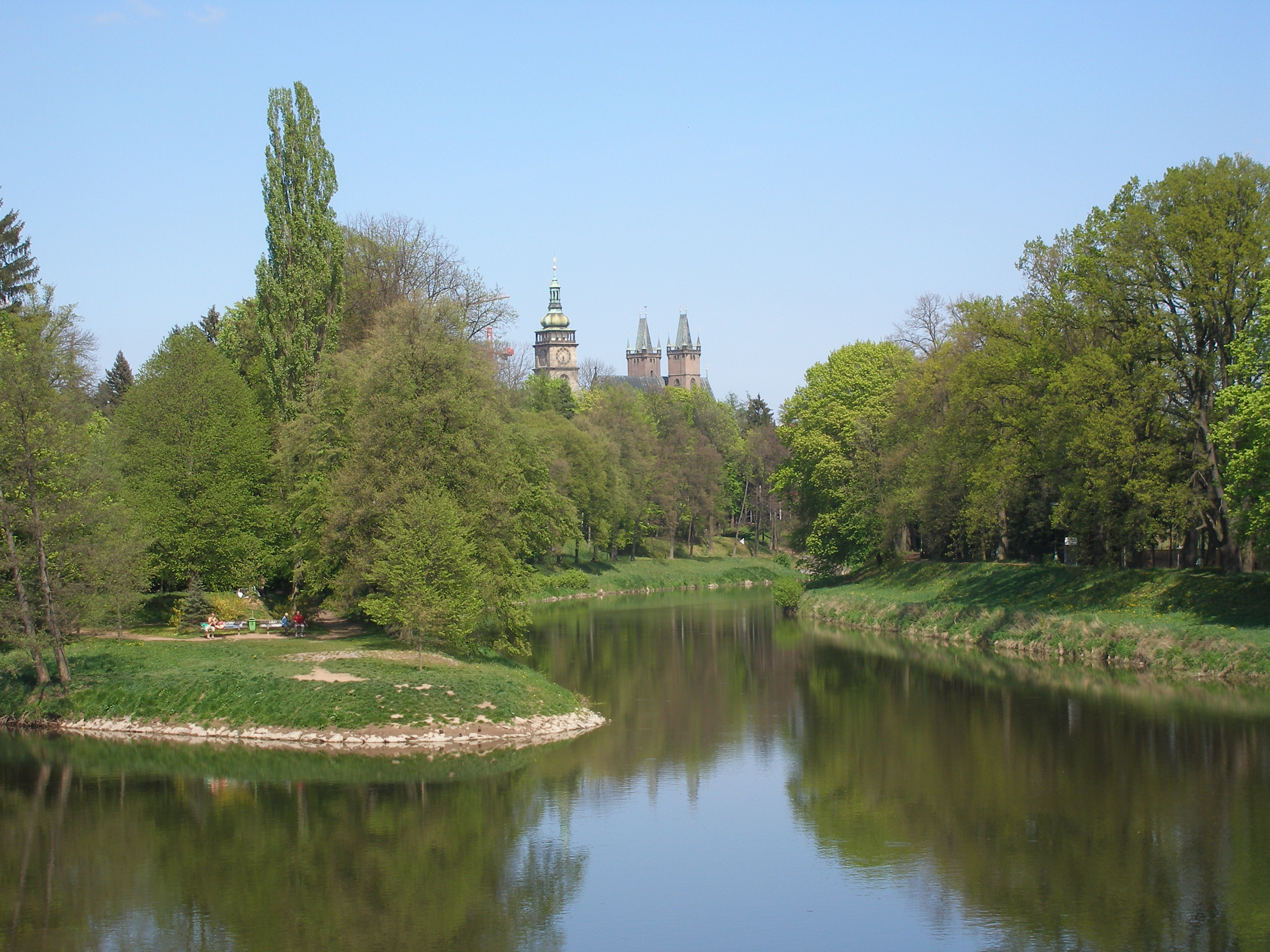
A városközpont az Elba és Orlice összefolyásától nézve

### A középkorban
A város számára igazi jelentőséggel csak a 13. század bírt, amikor 1225-ben I. Přemysl Ottokár cseh király az akkori városmagot szabad királyi város rangra emelte. Még ebben a 13. században új gótikus királyi vár épült, ahol több cseh király is lakott (I. Přemysl Ottokár, I. Vencel, II. Ottokár és II. Vencel). II. Vencel király Hradecet a cseh királynőknek adományozta, így ezután a királynők éltek itt, leggyakrabban férjük nélkül. Mindezidáig Hradec nem is tekinthető igazi városnak, hiszen egy várból és az előtte lévő kis piactérből állt. A 13. és 14. század fordulóján német telepesek érkeztek a városba és elkezdődött a város fellendülése és kiépülése. Ekkor kezdték építeni a várost övező falakat is. A város első pecsétje 1362-ből származik, melyen már a mai címerben található oroszlán is megjelenik. Luxemburgi János, IV. Károly és IV. Vencel a városnak újabb kiváltságokat adományozott. Rendezték a városi céhrendszert. Ekkoriban Hradec volt a második legnagyobb cseh város Prága után. Richeza Erzsébet királyné udvartartásának itteni tartózkodása idején épült fel a Szentlélek templom a 14. század elején. A huszitizmus megjelenésekor a város Zsizska János oldalára állt. Ekkor a város lakossága cseh nemzetiségűvé vált. Zsizskát itt temették el 1424-ben a Szentlélek templomban. Podjebrád György és Jagelló Ulászló idejében a város kulturális és gazdasági fellendülését élte. Podjebrád György idejében a Szentlélek templomot felújították. Emellett ő építette a város főterén található kutat is, amelyet 1782-ben leromboltak. A „G” betű a város címerében a hagyomány szerint György király monogramjából származik. Mint Podjebrád György, mind Jagelló Ulászló megerősítették a település városi jogait. I. Ferdinánd császár uralma ellen a cseh rendek elsősorban a városi önkormányzatok erősítésével védekeztek. 1547-ben Ferdinánd császár ezért elkobozta a város vagyonát és elvette a városi kiváltságait. Hradec kapott egy királyi bírót, aki a király nevében adók megtérítésére kötelezte a lakosságot. 1562-ben a városi vagyon egy részét Hradec visszanyerte, azonban vezető szerepét a régióban elveszítette. A várost a nehéz gazdasági helyzetből peclinoveci Ceyp Martin prágai prímás hozta ki. 30 éves működése alatt reneszánsz stílusban átépítette a városházát, új iskolákat építtetett, az ő nevéhez fűződik a Prágai kapu és a Fehér torony megépítése. A Fehér torony azóta is Hradec jelképe. Ceyp segítségével a hradeci latin iskolák színvonala is növekedett, több jelentős tanárt hívott meg rektornak, köztük prachovi Kochan Bálintot, Vodňanský Kampanus Jánost. A város jeles szülöttei közé tartozó lvovicei Lvovicky Gyprián és elbinki Plácel Vencel is ebben az időben éltek. A harmincéves háború alatt a császári helyőrség elhelyezése, később a svéd megszállás és végül a jezsuiták megérkezése és az erőszakos rekatolizáció sok szenvedést okozott a városnak. A folytonos háborúskodás nemcsak az adók növekedését hozta maga után, hanem a város művészeti értékei, több háza és épülete is elpusztult. A terebélyes elővárosok az erődítések építése és a tűzvészek miatt teljesen megsemmisültek.

### Újkor
1664-ben Hradecen püspökséget alapítottak. A Szentlélek plébániatemplom így püspöki székesegyházzá vált, mely mellett hattagú káptalan működött. A püspöki tevékenység és a jezsuiták hatása alapján a város egyre inkább barokk jelleget kapott. Ezen hatások idejében épült meg a monumentális Mária mennybemenetele templom a főtéren, illetve mellette a püspöki palota, a Szent Kelemen kápolna, az új pestisoszlop, illetve az egykori vár területén a Nepomuki Szent János templom. A következő viharos építkezési fázist a hétéves háború hozta a városnak. Ennek vége felé azonban 1762-ben a városnak csaknem a fele leégett a poroszoknak köszönhetően. II. József a poroszoktól fenyegetve, a városban erődítmény építését határozta el. Az építkezés 1766-ban kezdődött meg és 1789-ig tartott, melynek hatására két elővárost is le kellett bontani. A lakosságot az ekkor alapított Nový Hradec Králové, Kukleny, Farářství, Pouchov falvakba telepítették. Az erőd mellé egyéb kiegészítő épületeket is építettek, melyek egy része máig fennmaradt. A II. József idejében jelentkező germanizáció a városnak német jelleget kölcsönzött. Ennek ellenére erős nemzeti mozgalom bontakozott ki Hradecen (ezt Bohuslav Balbín, Stanislav Vydra, a város szülötteinek nevei fémjelezték). A 19. század első felében a cseh nemzeti ébredés korában a cseh nemzeti élet a helyi színház, gimnázium, szeminárium és a Jan Pospíšil könyvkiadó körül zajlott. Jan Pospíšil a kor több neves cseh szerzőjével és tudósával állt kapcsolatban, köztük a helybeli Václav Kliment Klicpera drámaíróval, Josef Chmela professzorral, Josef Liboslav Ziegler pappal, illetve Václav Hankával és Magdaléna Rettigovával, de nem hiányozhattak innen a szlovák Stúr Lajos és Hurban József sem. Ekkoriban tanultak a hradeci gimnáziumban: Václav Hanka, Josef Jaroslav Langer, Josef Kajetán Tyl, Karel Jaromír Erben, František Škroup is. Az „Arany sashoz” nevű színházban Václav Kliment Klicpera által szervezett cseh nyelvű darabokat játszottak. 1848-ban a városban nemzeti század alakult, melyről Josef Mánes készített festményt. 1851-ben Hradec önálló város lett és megválasztották első polgármesterét is Ignác Lhotský professzor személyében. A város újabb gazdasági előnyökre próbált szert tenni. Így érték el, hogy 1857-ben megépült a vasút, majd nem sokkal ezután egymást követve épült meg a cukorgyár, gépgyár, gázgyár, zálogház és takarékpénztár. A Bach-korszak a nemzeti megújhodást egy rövid időre megszakította, de a 60-as években a nemzeti mozgalom ismét felvirágzott. A városban a nemzeti élet szervezői voltak a Kukleny-i František Cyril Kampelík orvos, Kristian Stefan és Václav František Červený vállalkozó, a Cseh méhész szerkesztője. 1864-ben alakult meg Hradecben a világhírű Antonín Petrof-féle zongoragyár.
1866-ban porosz-osztrák háború döntő összecsapása Hradec Králové mellett zajlott le, és a város német nevéből königgrätzi csata néven vonult be a történelembe. Ekkor az erőd további fenntartása értelmetlennek mutatkozott. Ladislav Jan Pospíšil alpolgármester lett megbízva az erőd falainak lerombolásával és katonai létesítmények eladásával. Az egész terv csak 1893-ban fejeződött be. Pospíšil a terv sikerének bejelentése után nem sokkal agyvérzést kapott és meg is halt. A 19. század második felében élénk kulturális élet folyt a városban. A 80-as években megépült a Klicpera színház, megalapították a múzeumot. A gimnázium növendékei közé tartozott ekkor Alois Jirásek (60-as évek), Karel Čapek és Emil Vachek (90-es évek). 1895-ben František Ulrichot választották polgármesterré, aki 30 éven keresztül rendezte a város fejlesztését. Az első időszakban még a régi erőd maradványainak eltávolítása és a felszabaduló terület beépítése folyt. A századfordulón bécsi és prágai építészek érkeztek a városba, akik modern épületeket terveztek itt. Az ő tevékenységük eredményeképpen épült fel a Szabadság téri (náměstí Svobody) egykori Kereskedelmi akadémia (Obchodní akademie) épülete, amely ma a Hradec Králové-i Egyetemnek ad otthont, a Járási ház (Okresní dům) a Palacký utcán (Palackého ulice), amely ma Grandhotel. 1909-ben új városrendezési tervet adnak ki, amelyben létrejött Jan Kotěra tervei alapján a Városi Múzeum, a Mária Mennybemenetele templom melletti lépcsősor (Josef Gočár alkotása), az Elbai Villanyerőmű (František Sander alkotása) és a Nezval utcában (Nezvalova ulica) található evangélikus templom.

### Az első világháború után
A háború után Csehszlovákia megalakulásával párhuzamosan a város is új fejlődésnek indult. Josef Gočár 1926 és 1928 között új városfejlesztési tervet dolgozott ki, amely sugárirányú építkezést javasolt a városmag körül. Gočár rendezte a Masaryk teret, a Tyl rakpartot és az Ulrich teret, megtervezte az Ambróz pap templomot, a pénzügyi és járási intézményéket (ma a Hradec Králové-i Városháza épülete). Mivel Gočár személye ebben az időben erősen hatott Hradec építészetére, ezért ezt az időt „Gočar Hradecének” is nevezik. A két háború közötti várostervezésben részt vettek még: Oldřich Liska (a városi fürdő építője), Josef Fňouk (Hradec Palota), Otokar Novotný (Steinský-Sehnoutka Palota, ma Cseh-Szlovák Kereskedelmi Bank), Jan Rejchl (Károly Egyetem Hradeci Orvosi Kara), Václav Rejchl (Kerületi bíróság, főpályaudvar melletti épületek). Nagy része volt a várostervezésben a városi műszaki irodának és az akkori polgármestereknek, akik az egész építkezést irányították. A város ipari fejlődése tovább folytatódott. Újabb ipari komplexumok épültek. Az állami hivatalok gyakran utaztattak Hradecre külföldi vendégeket, így a város elnyerte a „köztársaság szalonja” címet.
A második világháború alatt a város fejlődése kissé visszaesett, azonban a háború sem itt, sem Csehország egyéb részein nem okozott nagyobb károkat sem anyagi értékekben, sem emberéletben. A háború végével Hradec továbbra is Kelet-Csehország megyei központja maradt. 1945 óta Károly egyetemnek az orvosi kara, 1951 óta a katonai orvosi kar, 1969 óta gyógyszertudományi kar székel a városban. Föiskovlával egyutt így a város fontos egyetemi város lett. A városközpontot nem érintette szerencsére olyan negatívan a szocialista városrendezés, ahogyan ez más cseh városokban történt. Ennek ellenére a város szélén felépített panel-rengeteg nem illett bele az addigi városképbe. 1966 és 1980 között épül meg a várost elkerülő második közúti körgyűrű két híddal. 1962-ben a városközpont városi műemlékvédelem alá került. Az 1990-es évekkel egy felszabadultabb fejlődés elé nézhetett a város. Ma Hradec Kelet-Csehország egyik kerületi központja, közlekedési csomópont, két egyetem és több állami és megyei hivatal székhelye. Az 1990-es évektől épül ki Hradecen az Aldis kongresszusi központ, több üzletközpont, a városi akvacentrum és nem utolsósorban a Hradec Králové-i Egyetem. Kulturális intézményei közül a jelentősebbek: Klicpera színház (Klicperovo divadlo), Sárkány bábszínház (Divadlo Drak), Modern Művészeti Galéria (Galerie moderního umění), filharmónia (Filharmonie Hradec Králové), Kelet-Csehországi Múzeum. Az utóbbi években több zenei és színházfesztivált rendeznek a városban. A város meglátogatása mellett érdemes megnézni a környék természeti szépségeit is. A szabadidő alkalmas kihasználását segítik elő az egész évben szervezett REGINA programok.

### Mondák
Egyszer Hradecben egy rakovníki lakos kivégzésére készültek. Az elítélt meglátott a tömegben egy ismerős rakovníki koldust és azt mondta neki, hogy térjen vissza Rakovníkra, ahol egy fa alatt kincset talál. A pénz egy részéből vegyen Hradecnek egy harangot. A koldus így is tett. Hasonló monda él a rakovníki harangról is.

## Kultúra, látnivalók

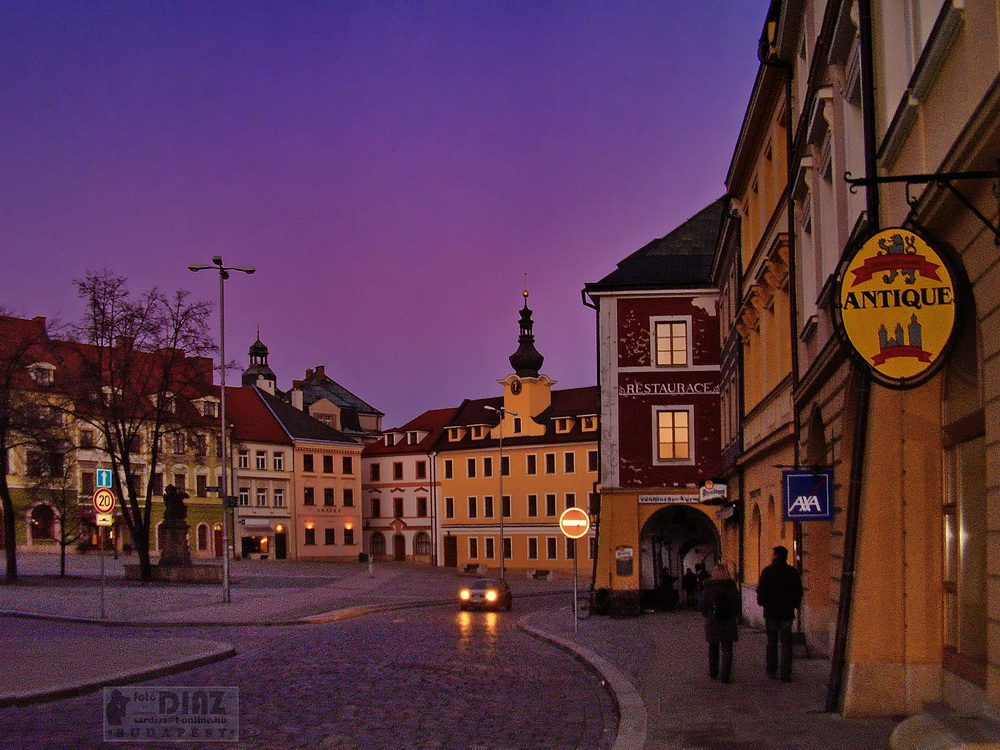

### Épületei, építészete

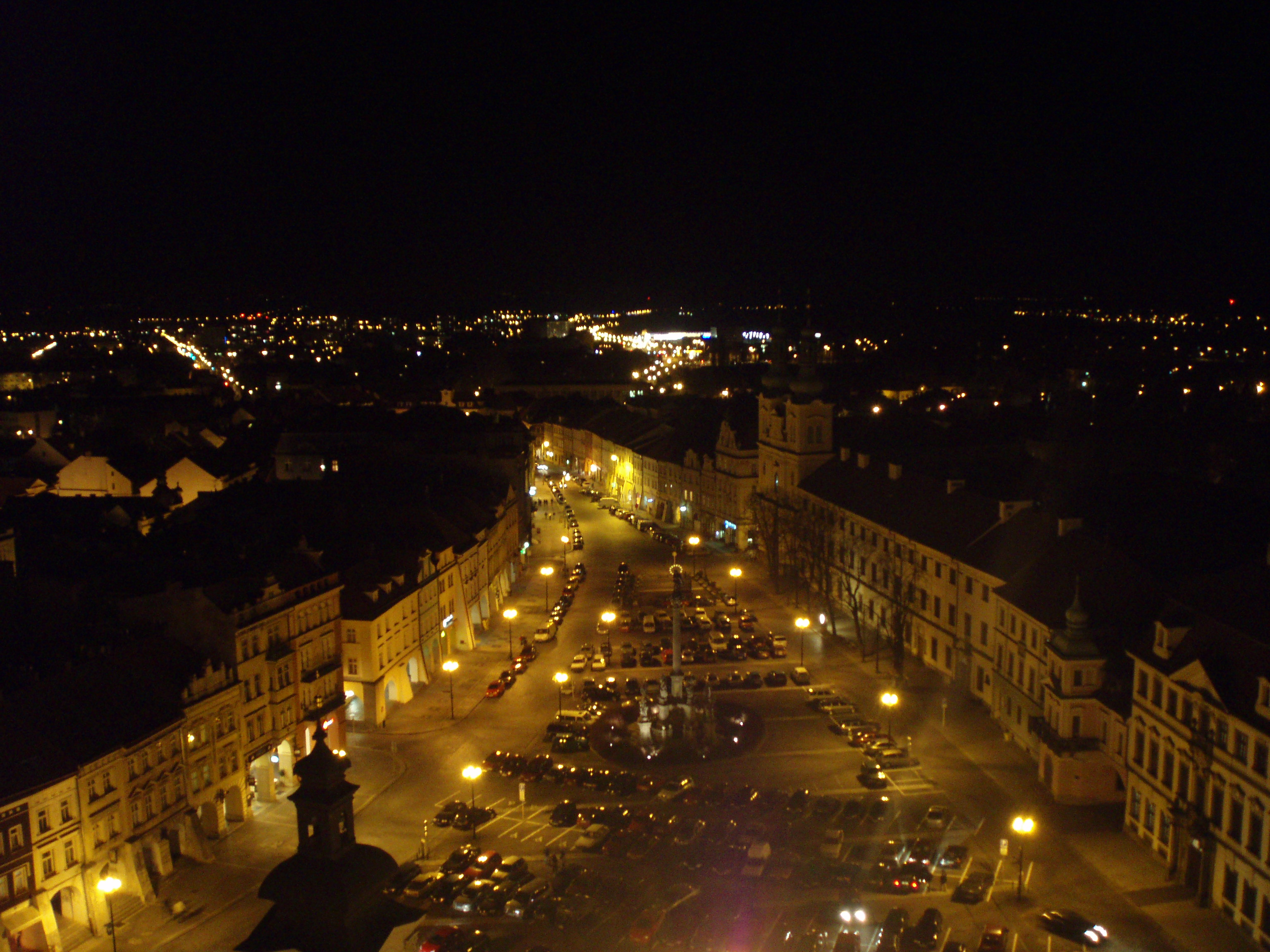
A főtéri Fehér harangtorony este

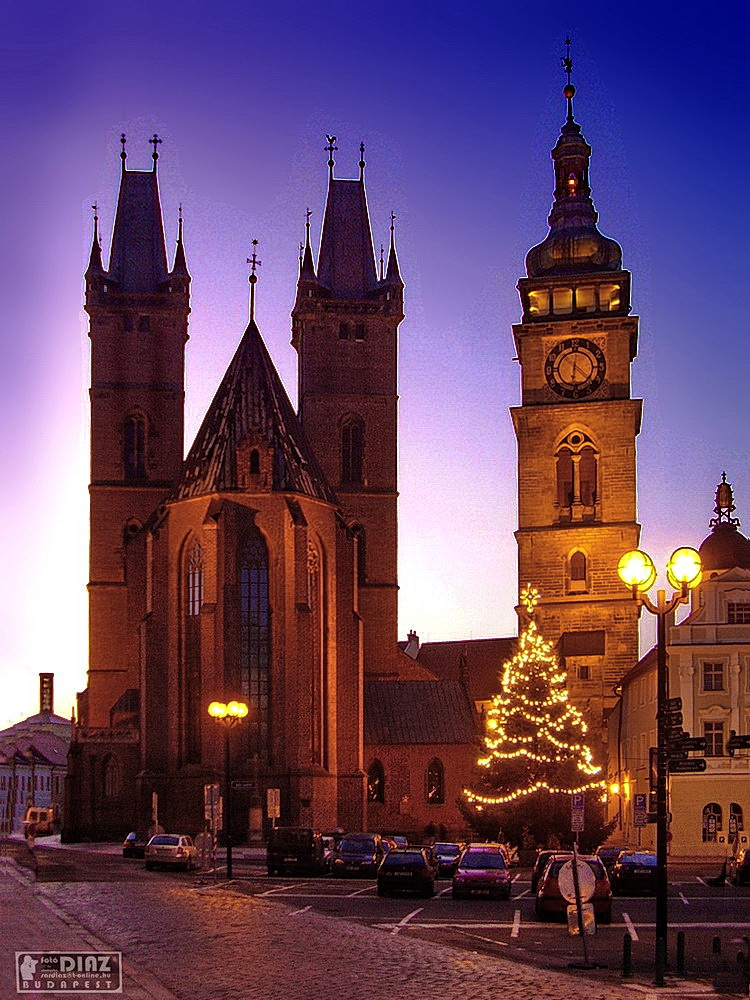

A város főtere a Nagy tér. Jelentős épületei a Szentlélek székesegyház, a Fehér harangtorony, a Városháza, a püspöki palota, a Nagyboldogasszony templom, az egykori jezsuita kollégium és a Santini átrium.
Hradec Královét keresztülszelik a modern épületek, emiatt megkapta a Köztársaság szalonja címet. A modern épületek nagy részét Jan Kotěra szecesszionista építész szabta meg. Ő tervezte a helyi múzeum épületét. Az első világháború után a város vezető építésze Josef Gočár lesz, ő a város új részeinek tervezője, többek között ő tervezte a Ullrich teret és a Vasúti igazgatóság épületét. Ő alakította ki a Masaryk teret a mai formájára, Masaryk szobrával, ő tervezte az iskolakomplexum épületét (a mai J. K. Tyl Gimnázium és a mellette fekvő általános iskola) a Tyl téren. Ő tervezte továbbá a Csehszlovák Huszita Egyház házát, és a városi tanács házát a Csehszlovák Hadsereg (ČSA) körúton.

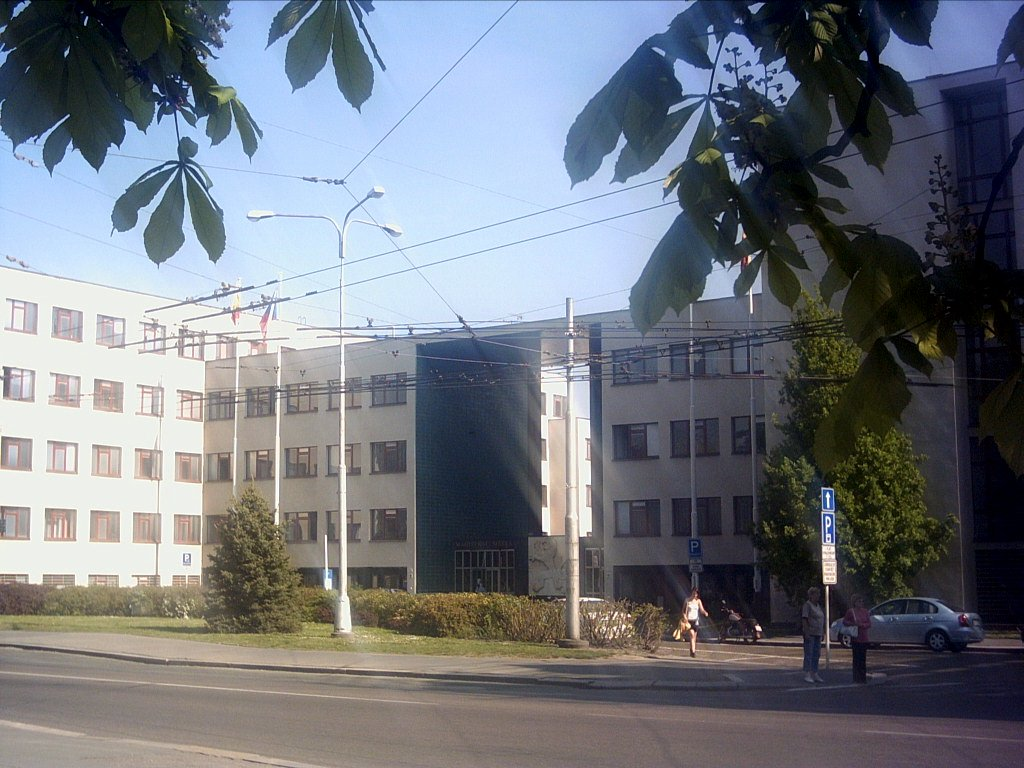
A városháza központi épülete

### Látnivalók

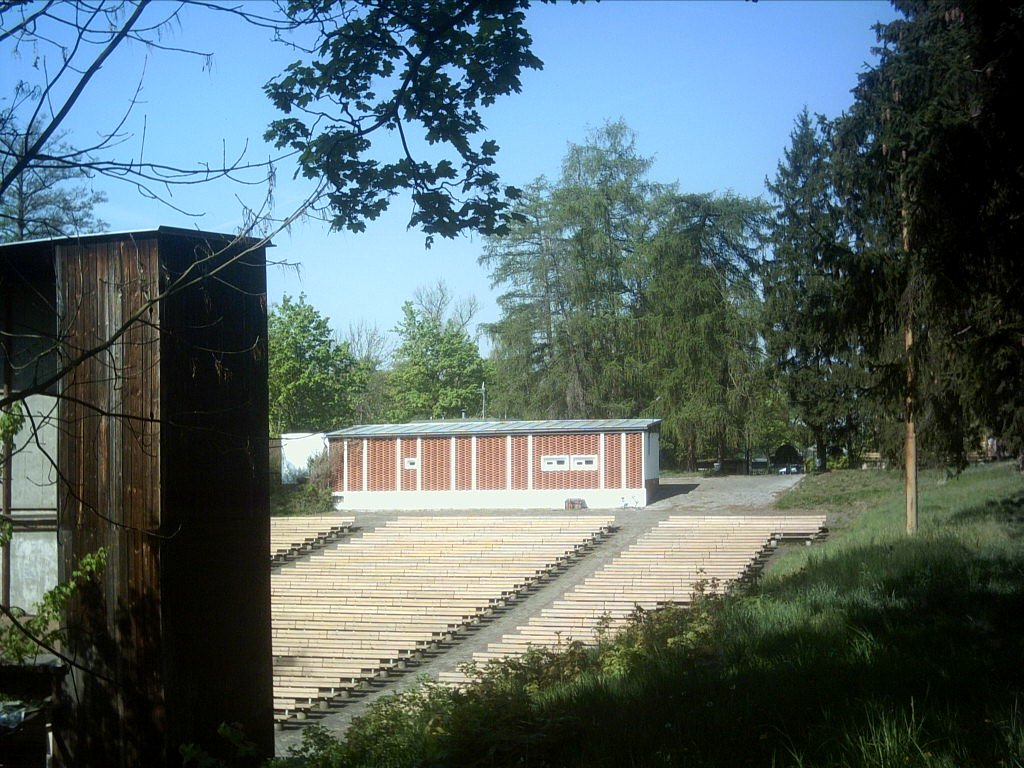
Širák mozi, az Orlice folyó szomszédságában

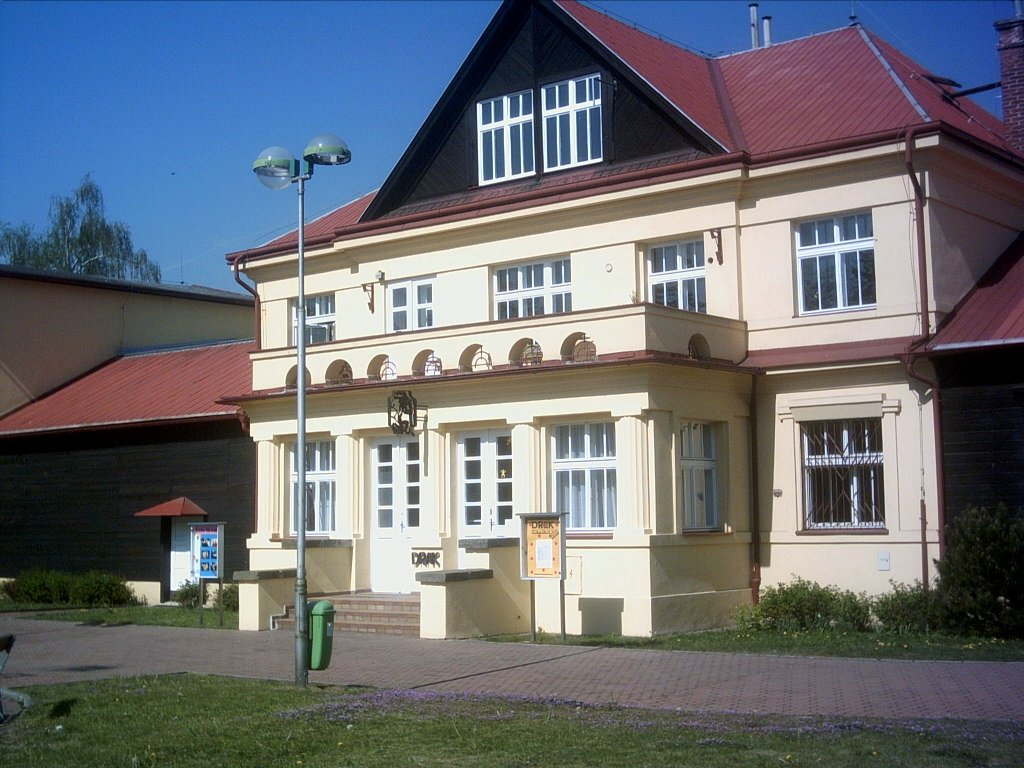
A híres Sárkány bábszínház (divadlo Drak) a városközpontban

Hradec Králové Kelet-Csehország egyik turisztikai és kulturális központja. A turisták kiszolgálására több hotel is épült, közülük a legjelentősebbek: az Amber Hotel Čeringov, a főpályaudvarral szemközt található Alessandria hotel a Sziléziai elővárosban (Slezské Předměstí), Stadion hotel, mely a téli stadionnal van összeköttetésben. Hokicsapata a HC VCES Hradec Králové. Ide tartozik a Boromeum residence az óváros történelmi részében, illetve a mellette található U Královny Elišky (Eliska királynőhoz) és Nové Adalbertinum (Új Adalbertinum), melyek együtt alkotják a Nagy tér főbb látványosságait.

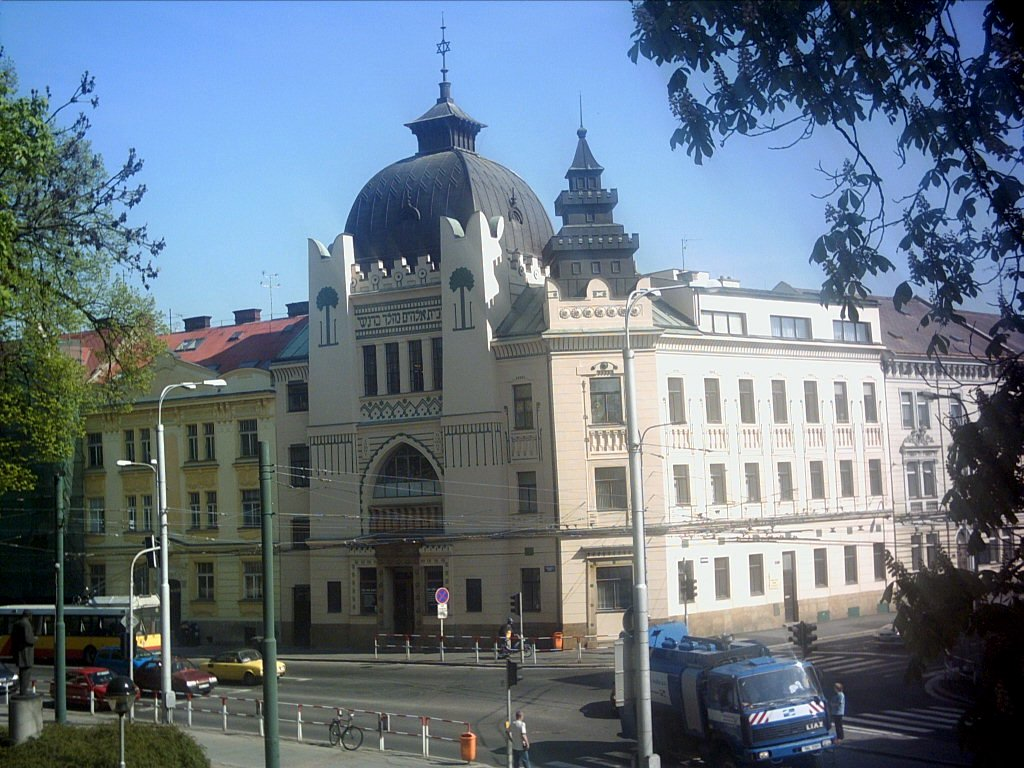
A Városháza melletti volt zsinagóga épülete

A város egyedi panorámával rendelkezik. Az óvárosban több építészeti stílus keveredése figyelhető meg. Itt található a turisztikai szempontból igen érdekes Gyógynövények Botanikus Kertje, a hradeci Óriás Akvárium (Obří akvárium) és az akvacentrum. Az Orlice folyó védett övezete és a hradeci erdők is meglátogathatók. A város fontos gócpont a téli sportok kedvelőinek is, mivel a közelében található Csehország legmagasabb hegysége, a Krkonoše, illetve az Orlicei-hegység.
A város kedvező lehetőségeket biztosít a színházak kedvelőinek is. A város színházai: az Adalbertinum, a Sárkány Bábszínház (loutkové Divadlo Drak), a Klicpera Színház (Klicperovo divadlo). A városban található színházak: Centrál, Širák nyári mozi (letní kino), Cinestar. A városban van filharmóniaépület és saját filharmóniai zenekara. A városban rendezett kisebb-nagyobb fesztiválok: Techfilm, Truckfest, Hip Hop Kemp, Jazz Goes to Town, Hudební fórum (kortárs komoly zenének szánt zenefórum), Az európai régiók színháza (Divadlo evropských regionů).

## A város lakossága
A városnak 1990-ben 101 302 lakosa volt, jelenleg mintegy 95 000 lakosa van.
| Hradec Králové népességszám-változása 1961 és 2008 között |        |        |        |        |        |        |
| 1961                                                      | 1970   | 1980   | 1991   | 2001   | 2006   | 2008   |
| 66 608                                                    | 80 463 | 96 145 | 99 917 | 97 155 | 94 255 | 96 198 |

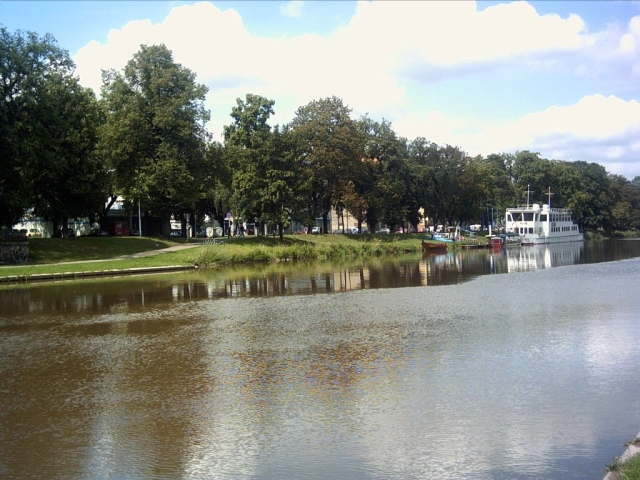
A (már nem létezö) Čechie hajó az Elbán a kongresszusi központ közelében

A település népessége az elmúlt években az alábbi módon változott:
| Lakosok száma | 5493 | 25 236 | 39 151 | 44 809 | 95 588 | 97 155 | 92 929 | 92 742 | 90 596 | 93 906 |
|               | 1869 | 1890   | 1921   | 1950   | 1980   | 2001   | 2017   | 2019   | 2022   | 2024   |

| cseh                | 95%   |
| morva               | 0,19% |
| sziléziai           | 0%    |
| szlovák             | 1,42% |
| német               | 0,12% |
| lengyel             | 0,18% |
| roma                | 0,07% |
| ismeretlen és egyéb | 3,0%  |

| ateista                    | 66,89% |
| hívők                      | 21,21% |
| római katolikus            | 15,86% |
| Cseh-morva testvérek       | 1,33%  |
| Csehszlovák Huszita Egyház | 1,29%  |
| Egyéb                      | 2,73%  |
| Ismeretlen                 | 11,90% |

Összeállítva a 2001-es népszámlálás adati alapján, amikor Hradec Královénak 97 155 lakosa volt. A Csehország lakosságának változása és a Hradec Králové lakosságának változása grafikonokon jól látható, hogy a lakosság tartósan csökken.

### Városrészek

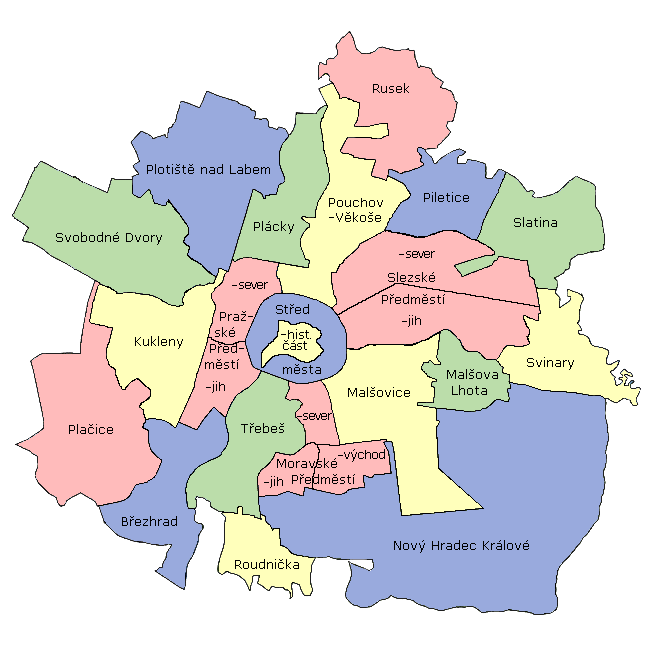
Hradec Králové városrészei

| Sorszám | Városrész                           | Lakosság (2001) | Terület (ha) |
| 1       | Nový Hradec Králové                 | 24331           | 2473         |
| 2       | Hradec Králové (városrész)          | 16350           | 344          |
| 3       | Pražské Předměstí (prágai előváros) | 14091           | 494          |
| 4       | Slezské Předměstí (sziléz előváros) | 10449           | 755          |
| 5       | Třebeš                              | 6488            | 463          |
| 6       | Moravské Předměstí (morva előváros) | 6035            | --           |
| 7       | Malšovice                           | 2670            | 237          |
| 8       | Věkoše                              | 2651            | 554          |
| 9       | Kukleny                             | 2503            | 402          |
| 10      | Svobodné Dvory                      | 2171            | 694          |
| 11      | Pouchov                             | 1831            | 248          |
| 12      | Plotiště nad Labem                  | 1822            | 643          |
| 13      | Plácky                              | 1072            | 167          |
| 14      | Březhrad                            | 950             | 279          |
| 15      | Svinary                             | 757             | 342          |
| 16      | Slatina                             | 721             | 411          |
| 17      | Plačice                             | 686             | 730          |
| 18      | Malšova Lhota                       | 526             | 193          |
| 19      | Roudnička                           | 525             | 211          |
| 20      | Rusek                               | 328             | 477          |
| 21      | Piletice                            | 198             | 302          |

## Közlekedés

### Távolsági buszközlekedés
Eltérően a szomszédos Pardubicetől, mely vasúti csomópont, Hradec Králové az autóbusz-közlekedés egyik fontos központja, elsősorban Lengyelország, Ukrajna, Lettország és Berlin felé és Csehország többi része felé induló autóbusz-járatokkal. Mint minden kerületi város, Hradec is fontos közlekedési csomópontja a régiójának és a Hradec Králové-i kerületnek. A D11-es autópályán a város közvetlenül összeköttetésben áll Prágával. A Pardubicevel való kapcsolatot az újonnan kiépítendő R37-es autóút biztosítja. A Hradec Králové körül kiépült körgyűrű miatt gyakran nevezik a köztársaság kereszteződésének is.

### A városi tömegközlekedés
Hradec Králové Városi Közlekedési Vállalata naponta néhány tízezer utazót szállít a városon belül és a környező falvakba is.

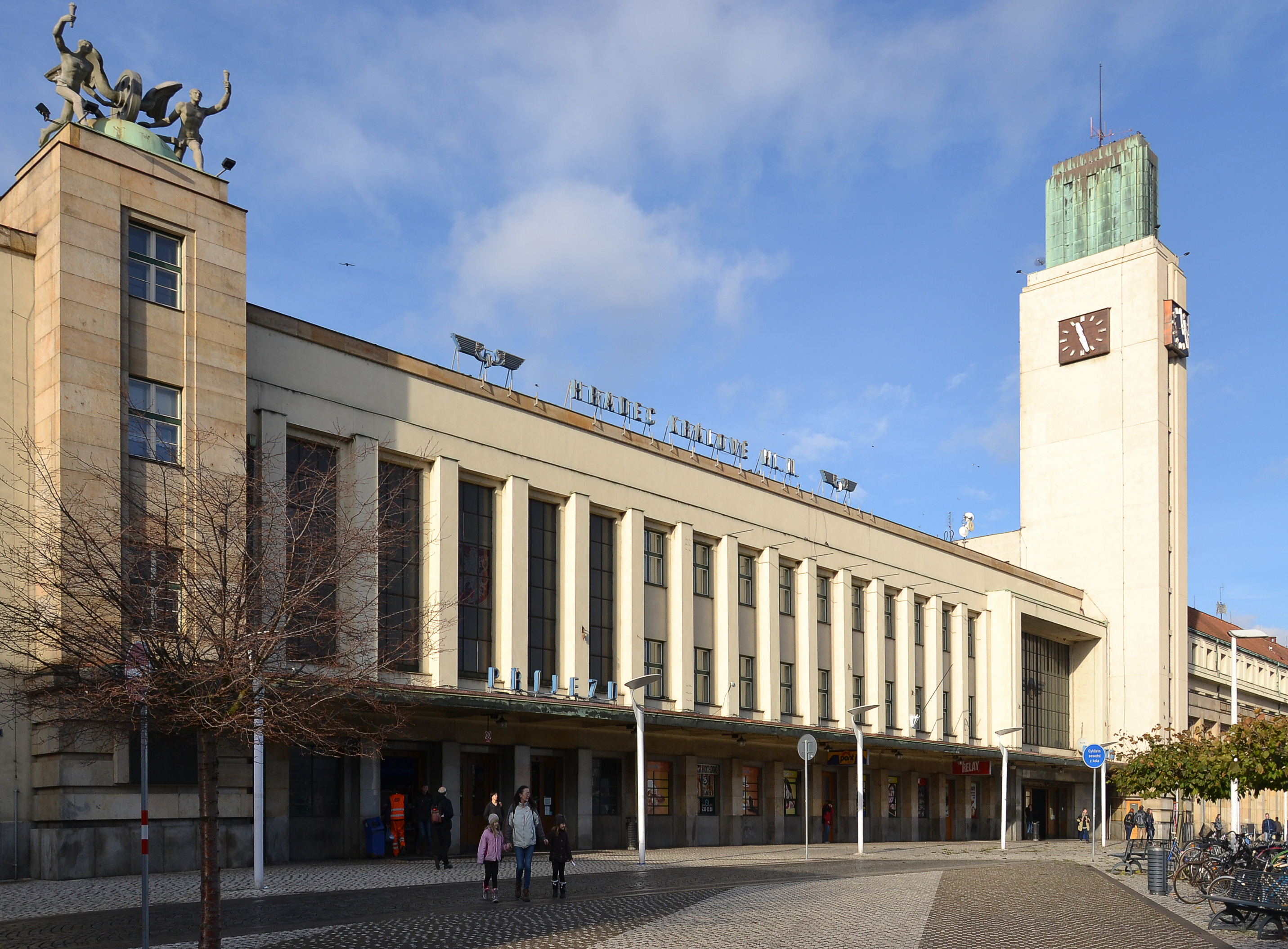
A hradeci vasútállomás

A városban 36 helyi autóbusz- és trolibuszjárat közlekedik, amelyből egy éjszakai járat, 6 gyorsított járat és 5 iskolai járat. A maradék 24 napközben a rendszeres időközönként közlekedik. A város két tarifaövezetre van osztva. A második övezetbe tartoznak az alábbi falvak: Charbuzice, Předměřice nad Labem, Lochenice, Stěžery, Stěžírky és Vysokou nad Labem. A helyi közlekedésben bevezették a csiprendszert. 1918 után próbálkoztak a villamosközlekedés meghonosításával a városban, azonban a tervek kudarcba fulladtak.

### Vasúti közlekedés

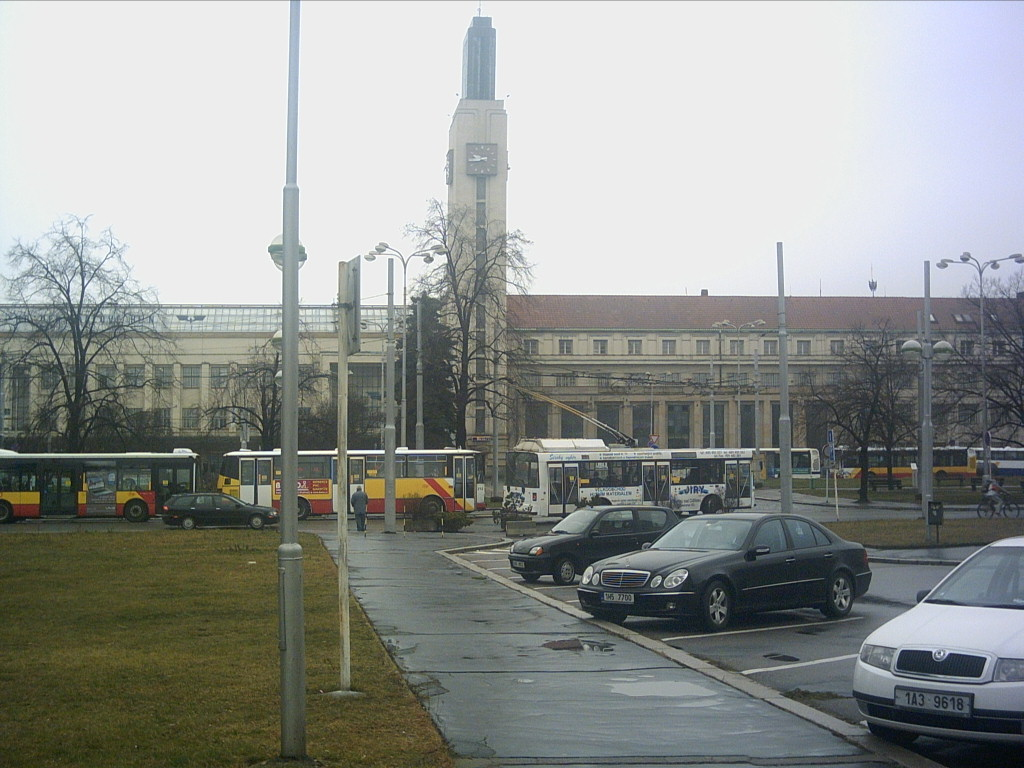
A vasúti főpályaudvar az Amber Hotel felől

Vasúti szempontból Hradecben 5 vasútállomás van: Hradec Králové-főpályaudvar (Hradec Králové-Hlavní nádraží), a Hradec Králové Sziléziai előváros (Hradec Králové Slezské Předměstí), Hradec Králové-megálló (Hradec Králové zastávka), Pouchov, Hradec Králové-Kukleny. A város területén van még a Plotiště nad Labem-i vasútállomás is.

### Légi közlekedés
A Hradec Králové-i repülőtér katonai repülőtér volt, mostani idökben magáncélra használják. A repülőtéren rendezik meg a Hip Hop Kemp, Rock for People fesztivál, az Air Ambulance és a Helicoptershow fesztiválokat. 

## Oktatás

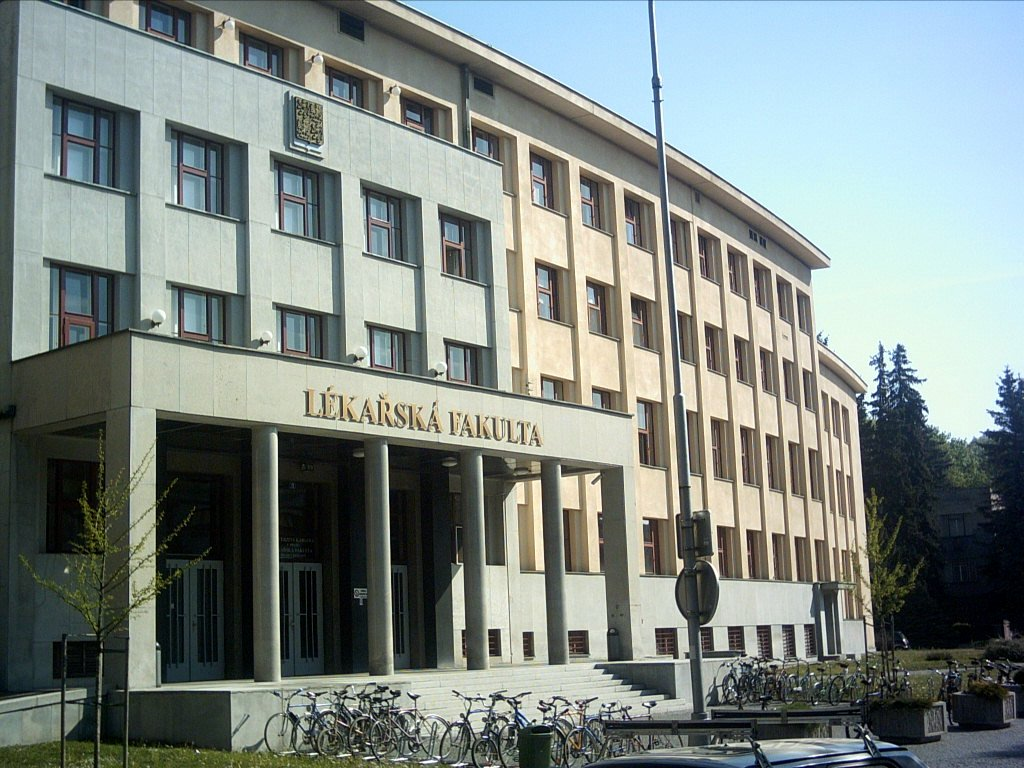
A prágai Károly Egyetem Hradec Královéba kihelyezett Orvostudományi Kara

Hradec Králové egyetemi város, itt székel a Hradec Králové-i Egyetem és a Károly Egyetem kihelyezett karai. Középiskolái közül egyedi specializációt képvisel az Állatorvosi Szakközépiskola és az Alkalmazott Kibernetika Szakközépiskola.

## Sport
A városban működik férfi és női futballcsapat, utcaihoki-, jégkorong-, kosárlabda-, vízilabdacsapat, úszóklub és karateklub. Az utóbbi években[mikor?] igen nagy népszerűségnek örvend a jégkorong. A városi jégkorongcsapat évente megmérkőzik az Extraligába való bejutásért. A városi stadion Elba és Orlice összefolyásánál fekszik. A városi futballcsapat pár éve[mikor?] lecsúszott a Gambrinus ligából és azóta is próbál oda vissza jutni – kevés sikerrel. A Malšovice városrészben található sportstadion az egyik legnagyobb Csehországban, mintegy 21 ezer néző befogadására képes.
| - Malšovicei sportstadion – az FC Hradec Králové futball csapat stadionja - ČEZ Jégkorong Stadion – HC VCES Hradec Králové jégkorong csapat stadionja - Aquacentrum Hradec Králové – élmény bazénok - Třebeši többfunkció sportcsarnok - Termálfürdő – nyári és téli használattal is - Sokol Hradec Králové – a Sokol atléta klub stadionja | - HC VCES Hradec Králové a.s. – jégkorong csapat - FC Hradec Králové – futball csapat - DFC Slavia Hradec Králové – női futball csapat - Slavia Hradec Králové – gyeplabda csapat - HBC Autosklo H.A.K. – utcai hoki csapat - TJ Sokol VČP Hradec Králové – kosárlabda - Slavia Hradec Králové – vízilabda - PK Hradec Králové – úszó klub - SK Karate Spartak Hradec Králové – karate - Nozomi Dojo Hradec Králové – kendo és iaido |

## Neves személyek

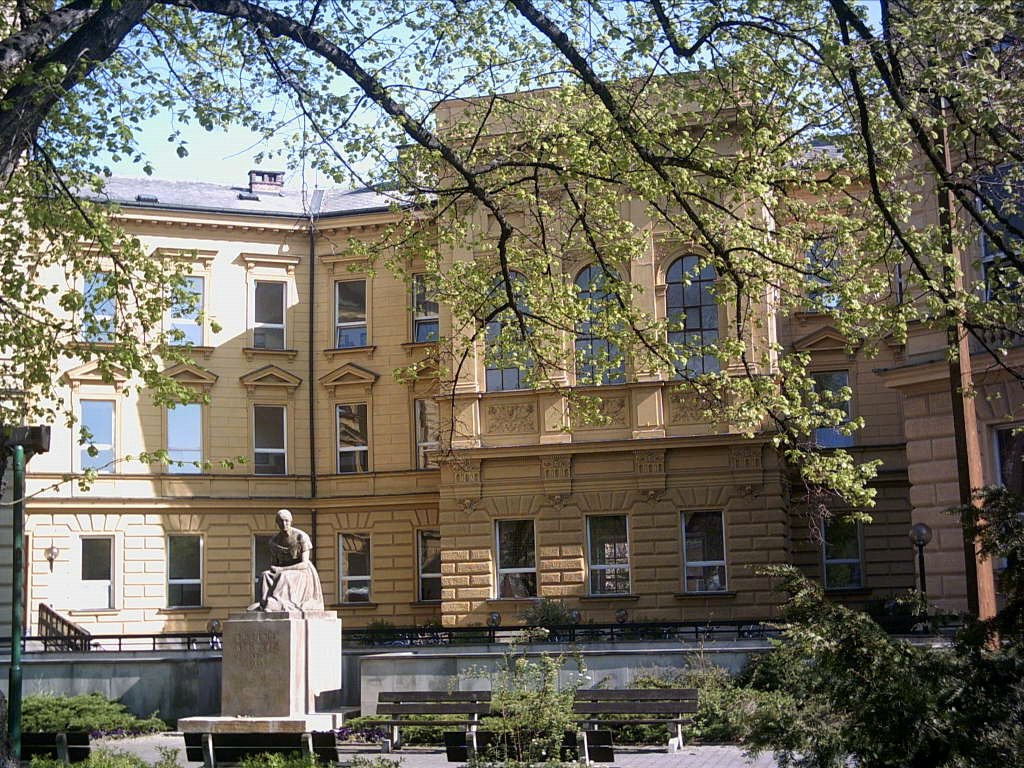
Božena Němcová Gimnázium épülete

A város polgármesterei közül kiemelkedő jelentőséggel bírt František Ulrich, akinek köszönhetően Hradec Králové az 1930-as években megkapta a „köztársaság szalonja“ nevet. Ezen cím megszerzését segítették elő Jan Kotěra és Josef Gočár építészek is.
A város történetéhez kapcsolódnak: Bohuslav Balbín, Václav Kliment Klicpera, Josef Chmela, Jaroslav Durych, František Cyril Kampelík, Václav František Červený, a helyi hangszergyár alapítója és Antonín Petrof, a helyi zongoragyár alapítója.
A Hradec Králové-i gimnázium (ma Josef Kajetán Tyl Gimnázium) növendékei közé tartozott: Václav Hanka, Josef Jaroslav Langer, Josef Kajetán Tyl, Karel Jaromír Erben, František Škroup, Alois Jirásek, Karel Čapek és Emil Vachek.
Itt született Karl von Rokitansky (1804 - 1878) kórboncnok, bécsi egyetem tanár

## Testvérvárosok
- Székesfehérvár, Magyarország
- Alessandria, Piemont, Olaszország
- Gießen, Németország
- Metz, Franciaország
- Wrocław, Lengyelország

## Jeles ünnepségek

### Fesztiválok
- Truckfest – a teherszállítók legnagyobb európai találkozója
- Jazz goes to town – Csehország egyik leghíresebb jazz fesztiválja.
- Hudební fórum Hradec Králové (Zenefórum) – a modern komolyzene fesztiválja
- Techfilm – cseh (régen csehszlovák) filmfesztivál
- Majáles (majális) – diákfesztivál
- Hip Hop Kemp – csehországi hiphop fesztivál
- Gastro Hradec – a csehországi szakcácsok és cukrászok versenye
- Divadlo evropských regionů (Európai régiók színháza) – a színházi szezon kimagasló eseménye
- Febiofest – filmfesztivál
- Entrée k tanci (Entréé a tánchoz) – táncfesztivál

### Ünnepségek
- az 1866-os königgrätzi csata emlékünnepsége
- Elišky királynő emlékünnepsége

## Fordítás
- Ez a szócikk részben vagy egészben  a   Hradec Králové című cseh Wikipédia-szócikk ezen változatának fordításán alapul.  Az eredeti cikk szerkesztőit annak laptörténete sorolja fel. Ez a jelzés csupán a megfogalmazás eredetét és a szerzői jogokat jelzi, nem szolgál a cikkben szereplő információk forrásmegjelöléseként.